# Consortium
Pour les articles homonymes, voir Consortium (homonymie).
Un consortium (du latin signifiant « partenariat » ou « association ») est un groupement d'acteurs, notamment d'organisations ou d'individus, résultant d'une collaboration à un projet ou programme dans le but d'obtenir un résultat.

## Exemples
- Le consortium Amice.
- Le World Wide Web Consortium (W3C).
- L'Open Group.
- Le Consortium Unicode.
- Le Consortium Web3D.
- L'Open Geospatial Consortium.
- L'Internet Systems Consortium.
- L'AUTOSAR Consortium.
- Le Consortium Scilab.
- Le Consortium Bee Partner de surveillance de la santé des abeilles et de l'environnement par bio accumulation apicole.
- Accor-Risma, consortium gérant les hôtels Accor au Maroc.

Groupement d'entreprises constitués pour la réalisation d'une opération financière ou économique, des consortiums d'achat, consortium bancaire pour le financement d'une opération, d'une entreprise, etc.

## En France
En France, le consortium n'a pas de statut juridique; le terme peut donc être parfois utilisé abusivement. Il reste toutefois possible, et souhaitable notamment au titre de la propriété intellectuelle, d'encadrer le consortium par un contrat.

## Le consortium de ligne (marine marchande)
Le consortium de ligne est un accord de coopération entre plusieurs armateurs destiné à rationaliser les services proposés aux chargeurs. D'après le code maritime, c'est plus exactement « l'exploitation en commun de services de transports maritimes entre compagnies maritimes de ligne, dans le but de rationaliser leurs opérations au moyen d'arrangements techniques, opérationnels et/ou commerciaux, à l'exception des prix ».
Le consortium de ligne va encore bien plus loin que cela, avec la banalisation du matériel mis en commun par les armateurs, ainsi que la mise en commun des dépenses, des politiques commerciales pour n'en ressortir qu'une seule (selon que le consortium de ligne est à marketing intégré ou séparé) et bien sûr, une organisation (gestion) et un bureau commun.
Somme toute, le but du consortium de ligne est la constitution d'un service maritime régulier et commun pour les armateurs.